# ۱۴۱۹ (قمری)
۱۴۱۹ (قمری)، هزار و چهارصد و نوزدهمین سال در گاهشماری هجری قمری است. اول محرم این سال برابر با بیست و هشتم آوریل سال ۱۹۹۸ میلادی است.

## درگذشتگان
- ۲۶ رجب - محمدتقی جعفری، فیلسوف، مولوی شناس، جامعه شناس، روانشناس و از مفسران نهج البلاغه
- ۱۳ شوال - احمد آذری قمی سیاستمدار و فقیه شیعه
- ۲ ذی‌القعده - سید محمد صدر مرجع تقلید شیعه و رئیس حوزه علمیه نجف